# Maison aux Lions
Pour les articles homonymes, voir Maison des Lions.

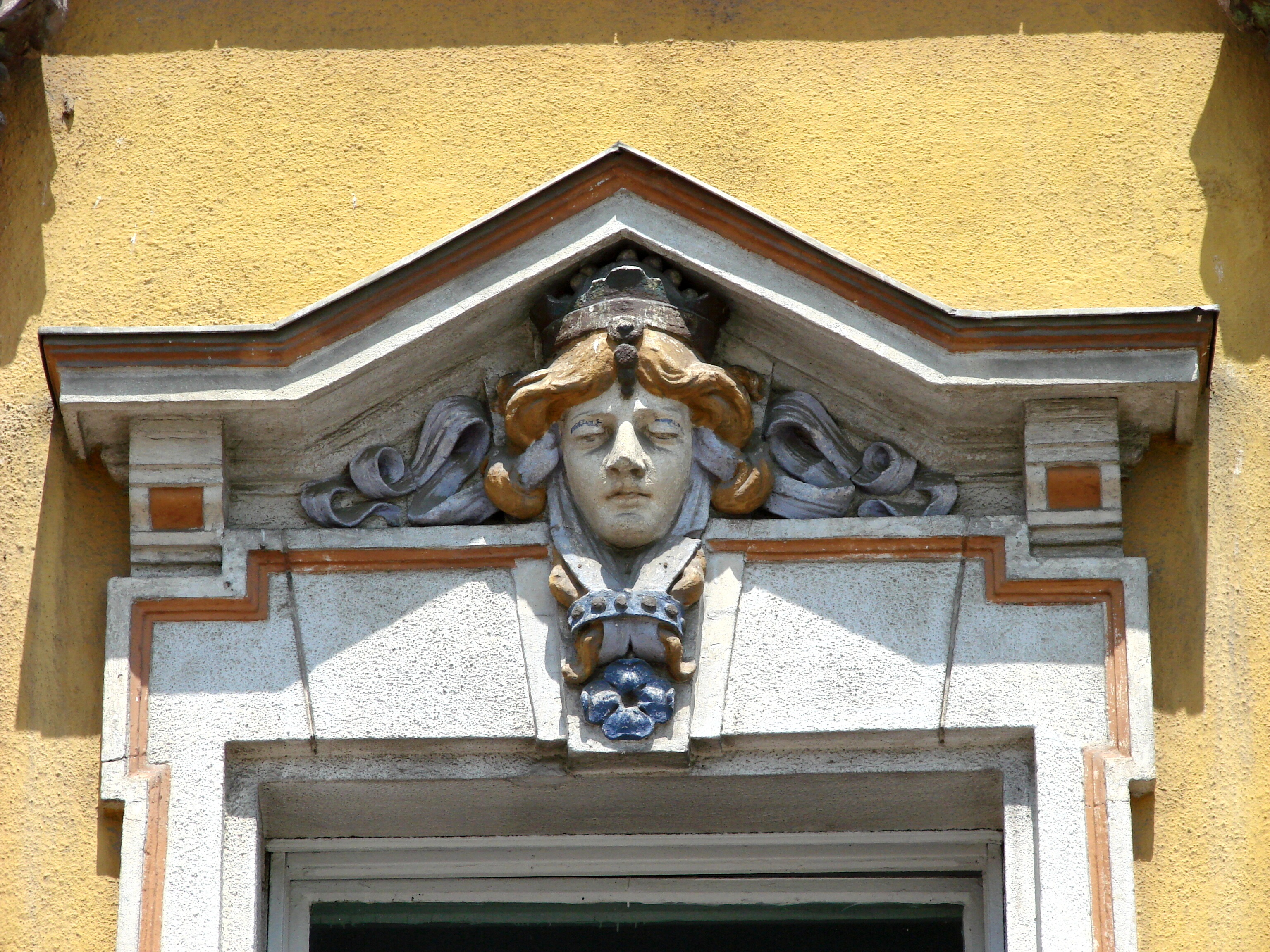
Mascaron sur la façade extérieure

La Maison aux Lions (en roumain : Casa cu lei, populairement connue sous le nom de Maison des Lions) est un palais néo-baroque classé monument historique (en roumain : Monument istoric)   situé sur la Piața Unirii à Timișoara, en Roumanie.

## Histoire
En 1758, un premier bâtiment de deux étages est mentionné sur cette propriété. Le bâtiment a été construit au tournant du XXe siècle dans le style baroque des Habsbourg et restauré dans les années 1900 dans le style de la Sécession viennoise. A l'occasion de ces travaux de rénovation, la façade a reçu un oriel en forme de tour, les deux lions éponymes sur le toit, aujourd'hui fortement patinés, et les armoiries des propriétaires, la famille Weiss, sur le pignon au-dessus du balcon côté entrée. Sur les armoiries, quatre épées se croisent pour former un "W".  Les fenêtres adjacentes au premier étage sont décorées de divers mascarons.
Au fil des ans, le bâtiment a eu des noms différents et a été utilisé à des fins différentes. En 1828, il était connu sous le nom de Maison Johann Palekutsevny. En 1840, il abritait la maison d'hôtes Zur golden Sonne (en roumain : La Soarele de Aur), plus tard l'épicerie Zum Weißen Hund (en roumain : Câinele Alb) et la boutique de A la grande flûte (en roumain : La Fluierul Mare). Il est aussi appelé Maison Weiss (en roumain : Casa Weiss) ou Maison commerciale Weiss-Grünbaum (en roumain : Casa Comercială Weiss-Grünbaum).
À l'époque du communisme en Roumanie, divers bureaux résidaient ici. Les pièces de l'édifice sont actuellement utilisées comme bureaux.

## Liens web
- timisoara-info.ro, Casa cu Lei, en roumain